# Гастродискоидоз
Гастродискоидо́з (лат. gastrodiscoidosis) — гельминтоз, вызываемый дигенетическими сосальщиками Gastrodiscoides hominis. Паразиты поражают кишечник человека и свиньи, вызывая энтероколит и длительные поносы. Заболевание распространено преимущественно в Южной и Юго-Восточной Азии, но также известно из Средней Азии и с юга России (дельта Волги, Краснодарский край). Заражение происходит при употреблении в пищу водных растений (например, водяного ореха), к поверхности которых прикреплены покоящиеся личинки-адолескарии.